# إنقاذ مفتوح

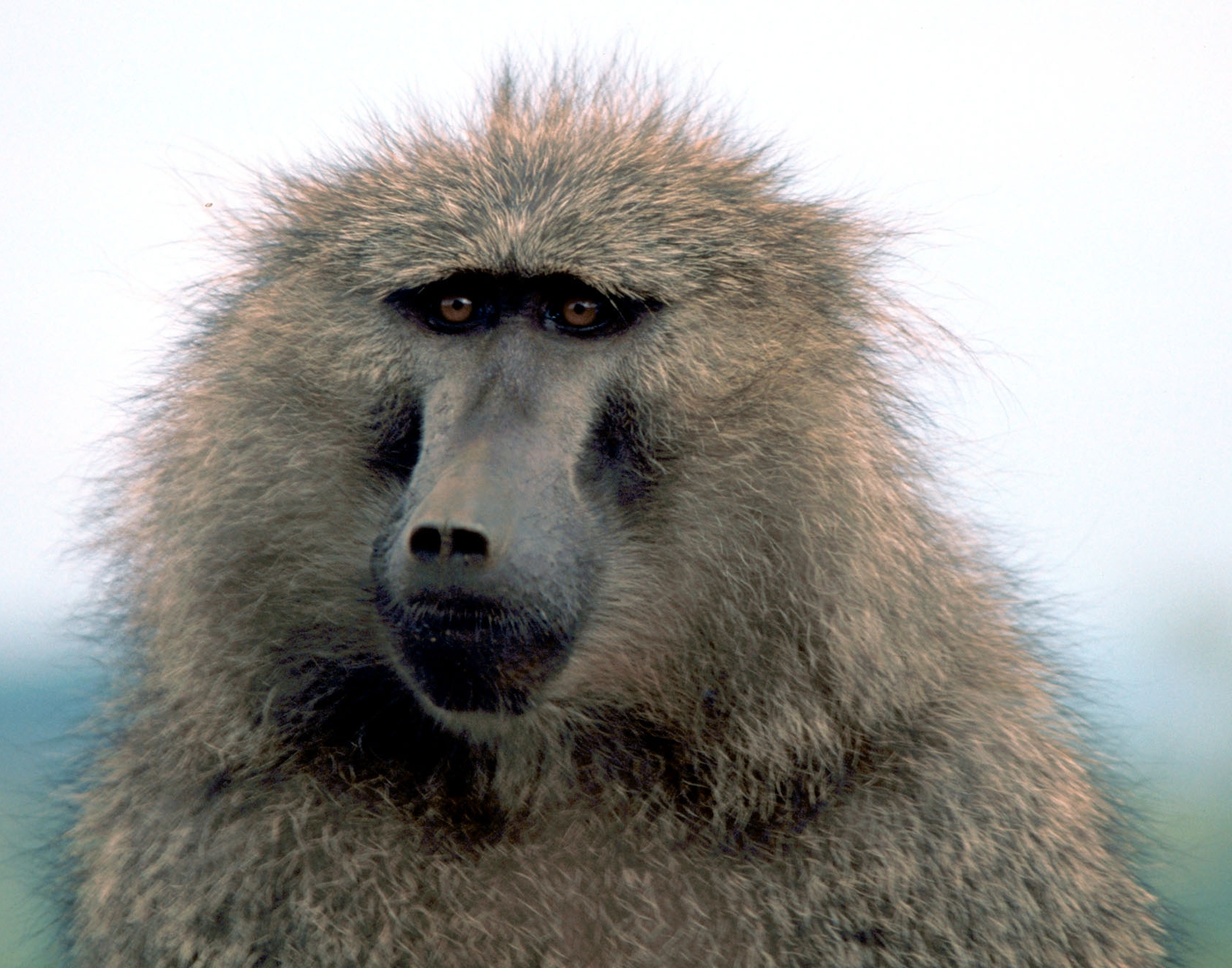

في مجال حقوق الحيوان ورعايته ، يعد الإنقاذ المفتوح (بالإنجليزية: Open rescue)، إجراءً مباشرًا للإنقاذ يمارسه النشطاء. الإنقاذ المفتوح ينطوي على إنقاذ الحيوانات من الألم والمعاناة، وإعطاء الحيوانات التي تم إنقاذها علاج بيطري ورعاية طويلة الأجل، وتوثيق الظروف المعيشية \، والإفراج علنًا عن الإنقاذ والتوثيق في نهاية المطاف. 
تتناقض الطبيعة العامة للإنقاذ المفتوح مع نشاط حقوق الحيوان السري. ينشر نشطاء الإنقاذ المفتوح هوياتهم كاملة. الإنقاذ المفتوح غير عنيف تجاه البشر والحيوانات الأخرى، على الرغم من أن بعض الجماعات تمارس الضرر بالممتلكات. 

## التاريخ
تم تطوير طريقة الإنقاذ المفتوح إلى حد كبير من قبل فريق إنقاذ الحيوانات Liberation Victoria (ALV)، ومقره ملبورن. مستوحاة من ساتياغراها، الطريقة والفلسفة التي استخدمها المهاتما غاندي في النضال من أجل الاستقلال للهند، طورت هذه الطريقة في الثمانينيات من القرن الماضي ومنذ ذلك الحين يجري تحقيقات وفتح عمليات إنقاذ، وهي إجراءات قيل إنها استقبلها الجمهور جيدًا. عند نقطة واحدة انضم عضو أسترالي في عملية إنقاذ الخنازير المزروعة في المصنع .

## جريمة
يدعي بعض ممارسي عملية الإنقاذ المفتوحة أنهم غير مذنبين في أي جريمة، بدعوى أنهم تصرفوا دفاعًا عن الآخرين، خاصة إذا لم يتم الاحتفاظ بالحيوانات المنقذة وفقًا للقوانين التي تنظم تربية الحيوانات. وبالمثل، يستشهد آخرون بتجاهل انتهاكات المالك لقوانين مثل التبرير الكافي، ويشيرون إلى نفاق التطبيق الصارم للقانون ضد نشطاء الإنقاذ المفتوحين.  